# Ataenius uriarrae
Ataenius uriarrae är en skalbaggsart som beskrevs av Zdzisława Stebnicka och Henry Fuller Howden 1997. Ataenius uriarrae ingår i släktet Ataenius och familjen Aphodiidae. Inga underarter finns listade.